# Sten Stensen
Sten Stensen (n. 18 decembrie 1947, Comuna Drammen, Buskerud, Norvegia) este un patinator de viteză ce a reprezentat Norvegia, medaliat olimpic. A participat la 2 ediții ale Jocurilor Olimpice (1972, 1976) în care a câștigat o medalie de aur, o medalie de argint și două medalii de bronz.